# Gymnoloma nigra
Gymnoloma nigra är en skalbaggsart som beskrevs av Dombrow 2001. Gymnoloma nigra ingår i släktet Gymnoloma och familjen Melolonthidae. Inga underarter finns listade i Catalogue of Life.